# Mostra de Venise 1946
La Mostra de Venise 1946 (en italien : Manifestazione internazionale d'arte cinematografica di Venezia) est un festival de cinéma international qui s'est tenu à Venise en Italie du 31 août au 15 septembre 1946.
Cette édition — dont le nom en italien diffère du nom standard : Mostra internazionale d'arte cinematografica di Venezia — ne comporte pas officiellement de numéro après l'interruption de 1943 à 1945.

## Jury
- Une commission internationale des journalistes (en substitution du jury) : Francesco Pasinetti (Italie), Umberto Barbaro (Italie), Gino Visentini (Italie), Francesco Callari (Italie), Vinicio Marinucci (Italie), Nikolai Gorshkov (URSS).

## Films en compétition
| Titre original                             | Réalisateur                     | Pays de production |
| ------------------------------------------ | ------------------------------- | ------------------ |
| Sylvie et le Fantôme                       | Claude Autant-Lara              | France             |
| L'Homme au chapeau rond                    | Pierre Billon                   | France             |
| Panique                                    | Julien Duvivier                 | France             |
| Les Enfants du paradis                     | Marcel Carné                    | France             |
| L'Épouvantail (court métrage)              | Paul Grimault                   | France             |
| Le Voleur de paratonnerres (court métrage) | Paul Grimault                   | France             |
| Le soleil se lèvera encore                 | Aldo Vergano                    | Italie             |
| Eugenia Grandet                            | Mario Soldati                   | Italie             |
| Montecassino                               | Arturo Gemmiti                  | Italie             |
| Pian delle stelle                          | Giorgio Ferroni                 | Italie             |
| Paisà                                      | Roberto Rossellini              | Italie             |
| Bambini in città (court métrage)           | Luigi Comencini                 | Italie             |
| Il cantico dei marmi (court métrage)       | Giovanni Rossi, Piero Benedetti | Italie             |
| The Southerner (L'Homme du Sud)            | Jean Renoir                     | USA                |

## Films projetés

### France
- Sylvie et le Fantôme de Claude Autant-Lara
- L'Homme au chapeau rond de Pierre Billon
- Panique de Julien Duvivier
- Les Enfants du paradis de Marcel Carné
- L'Épouvantail de Paul Grimault (court-métrage)
- Le Voleur de paratonnerres de Paul Grimault (court-métrage)

### Italie
- Le soleil se lèvera encore (Il sole sorge ancora) de Aldo Vergano
- Eugenia Grandet de Mario Soldati
- Montecassino de Arturo Gemmiti
- Pian delle stelle de Giorgio Ferroni
- Paisà de Roberto Rossellini
- Bambini in città de Luigi Comencini (court-métrage)
- Il cantico dei marmi de Giovanni Rossi et Piero Benedetti (court-métrage)
- La chiesa di Gesù de Arturo Gemmiti (court-métrage)
- La Resurrezione de Pietro Francisci (court-métrage)
- Melodie d'Italia: Firenze de Fernando Cerchio (court-métrage)

### Royaume-Uni
- Men of Two Worlds de Thorold Dickinson
- Henry V  de Laurence Olivier
- The Way to the Stars de Anthony Asquith
- Le Voleur de Bagdad (film, 1940) (TThe Thief of Bagdad An Arabian Fantasy in Technicolor) de Ludwig Berger, Michael Powell, Tim Whelan, Alexander Korda, Zoltan Korda et William Cameron Menzies
- Gardens of England de Michael Hankinson (court-métrage)
- Let's See de Bob Lapresle (court-métrage)

### États-Unis
- Arènes sanglantes (Blood and Sand) de Rouben Mamoulian
- This Love of Ours (This Love of Ours) de William Dieterle
- Le Poids d'un mensonge (Love Letters) de William Dieterle
- L'Homme du Sud (The Southerner) de Jean Renoir
- Bambi de David Dodd Hand
- Les Cloches de Sainte-Marie (The Bells of St. Mary's) de Leo McCarey
- Sister Kenny (Sister Kenny) de  Dudley Nichols
- La Chanson du souvenir (film, 1945) (A Song to Remember) de Charles Vidor
- La Rue rouge (Scarlet Street) de Fritz Lang
- Les bourreaux meurent aussi (Hangmen Also Die) de di Fritz Lang
- Fidèle Lassie (Lassie Come Home) de Fred M. Wilcox
- La Vie d'Émile Zola (The Life of Emile Zola) de William Dieterle
- L'Impossible Amour (Old Acquaintance) de Vincent Sherman
- Le Joyeux Phénomène (Wonder Man) de H. Bruce Humberstone
- Le Portrait de Dorian Gray (The Picture of Dorian Gray) de Albert Lewin
- Souvenir d'Afrique (African Diary) de Jack Kinney (ccourt-métrage)
- A Heritage With Guard de Maurice Goyce (court-métrage)
- Capital Story de Henwar Rodakiewicz (court-métrage)
- Defense Against Invasion (court-métrage)
- Library of Congress de Alexander Hammid (court-métrage)
- Donald et Dingo marins (No Sail) de Jack Hannah (court-métrage)
- Valley of the Tennessee de Alexander Hammid (court-métrage)

### Suisse
- Jeunesse de l'hiver de Otto Ritter (court-métrage)
- La Féerie des automates de Alfred Chapuis (court-métrage)

### Union soviétique
- Tchapaïev (Чапаев) des Frères Vassiliev
- Le Député de la Baltique (Депутат Балтики) de Iossif Kheifitz et Alexandre Zarkhi
- Il était une petite fille (Жила-была девочка) de Viktor Eisymont
- Innocents coupables (Без вины виноватые) de Vladimir Petrov
- Indomptés (Непокорённые) de Marc Donskoï
- Le Serment (Klyatva) de Mikhaïl Tchiaoureli
- Dans les sables de l'Asie centrale (В песках Средней Азии) d'Alexandre Zgouridi (court-métrage)
- Sovkinojournal

## Palmarès
- Mention du meilleur film : L'Homme du Sud de Jean Renoir